# Vice-président du Conseil exécutif de l'État libre d'Irlande
Le vice-président du Conseil exécutif de l'État libre d'Irlande (anglais : Vice-President of the Executive Council of the Irish Free State, irlandais : Leas-Uachtarán na hArd-Chomhairle) est l'adjoint du président du Conseil exécutif de l'État libre d'Irlande de 1922 à 1937 et le deuxième membre le plus haut placé du Conseil exécutif (cabinet) de ce gouvernement. Formellement, il est nommé par le gouverneur général de l'État libre d'Irlande (anglais : Governor-General of the Irish Free State) sur proposition du président du Conseil exécutif de l'État libre d'Irlande (anglais : President of the Executive Council of the Irish Free State), mais, par convention, le gouverneur général ne pouvait refuser de nommer un vice-président choisi par le président.

## Liste
| Nom                                              | Photo | Période du mandat | Période du mandat | Parti | Parti               | Autres fonctions ministérielles occupées                              |
| ------------------------------------------------ | ----- | ----------------- | ----------------- | ----- | ------------------- | --------------------------------------------------------------------- |
| Kevin O'Higgins                                  |       | 6 décembre 1922   | 10 juillet 1927   |       | Cumann na nGaedheal | Ministre de la Justice (1922–27)                                      |
| Ernest Blythe                                    |       | 14 juillet 1927   | 9 mars 1932       |       | Cumann na nGaedheal | Ministre des Postes et Télégraphes (1927–32)                          |
| Seán T. O'Kelly                                  |       | 9 mars 1932       | 29 décembre 1937  |       | Fianna Fáil         | Ministre de l'Administration locale et de la santé publique (1932–37) |
| Poste remplacé par le Tánaiste en décembre 1937. |       |                   |                   |       |                     |                                                                       |

## Sources
- (en) Laura Cahillane, Drafting the Irish Free State Constitution, Manchester University Press, 2016, 253 p. (ISBN 978-1-78499-511-9).